# Пахомије Нерехтски
Пахомије Нерехтски (рођ. Јаков Игњатијев; почетак 14. века, Владимир — 23. март 1384, код Нерехте) — игуман Руске православне цркве, први игуман обновљеног Константиновског манастира у оквиру старог града Владимира, ктитор манастира на Нерехти. Канонизован као светитељ.
Пахомије се као светитељ помиње (28) маја  и 21. марта у Сабору Владимирских и Костромских светеља.

## Биографија
Рођен је у Владимиру у породици свештеника. Са седам година био је предат да проучава свете књиге.
После очеве смрти, као дечак од 12 година, Јаков је, по благослову мајке, отишао у Богородичин манастир код Владимира, а у 21. години примио је монашки постриг са именом Пахомије  у част монаха Пахомија Великог.
Неколико година касније, монах Пахомије је рукоположен у ђакона од епископа Владимирског Алексија (Бјаконта), будућег митрополита кијевског.
Године 1352. рукоположен је у чин јеромонаха, а 1365. године, након обнављања Константиновског манастира, постављен је за његовог првог игумана.
Уређујући манастир, монах Пахомије је пожелео самоћу и убрзо се повукао у пусто место код Нерехте, где је подигао Тројичну цркву и упокојио се у дубокој старости 23. марта 1384. године.

## Откриће моштију
Дана 6. маја 1675. године мошти светог Пахомија пронађене су нетрулежне. Захваљујући бројним чудима, поштовање светитеља се брзо шири у региону. У Саборној цркви Тројице у његово име је уређена капела и камени гроб над моштима.